# Чапома (село)
Чапома — село в Терском районе Мурманской области. Входит в сельское поселение Варзуга. Население — 81 житель (2010).

## География
Расстояние от районного центра около 300 км. Сообщение с другими населенными пунктами воздушным транспортом. Труднодоступный населенный пункт. Село расположено на берегу Белого моря, в устье реки Чапома.
Лесные пожары
Включено в перечень населенных пунктов Мурманской области, подверженных угрозе лесных пожаров.

## История

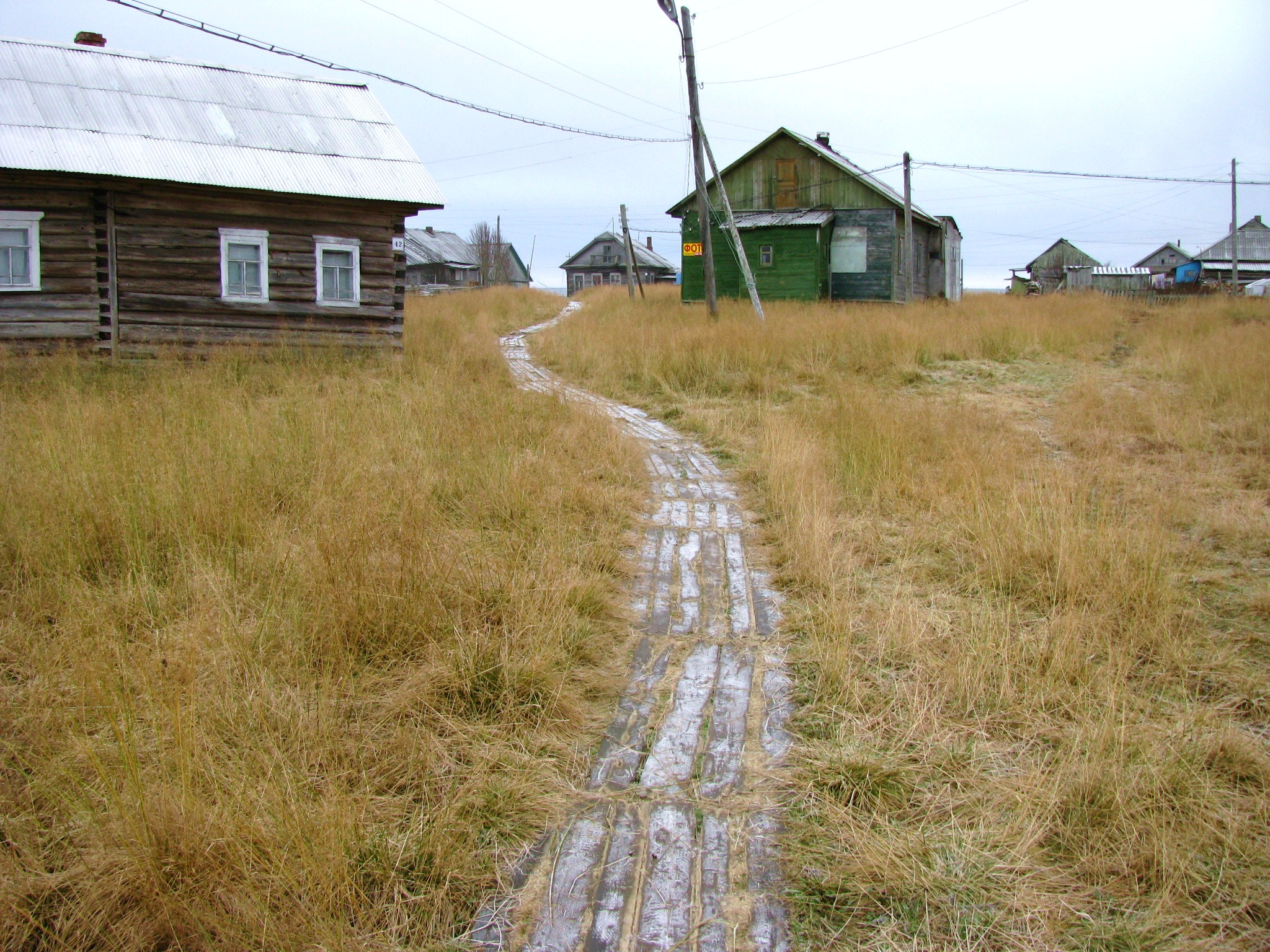
Улица к морю

В 1915 году в селе проживало 400 человек.

## Население
| 2002 | 2010 |
| ---- | ---- |
| 131  | ↘81  |

Численность населения, проживающего на территории населённого пункта, по данным Всероссийской переписи населения 2010 года составляет 81 человек, из них 48 мужчин (59,3 %) и 33 женщины (40,7 %). На 2002 год в селе проживало 132 жителя.

## Инфраструктура
В селе рыболовецкий колхоз. Промысел гренландского тюленя и сёмги.

## Достопримечательности

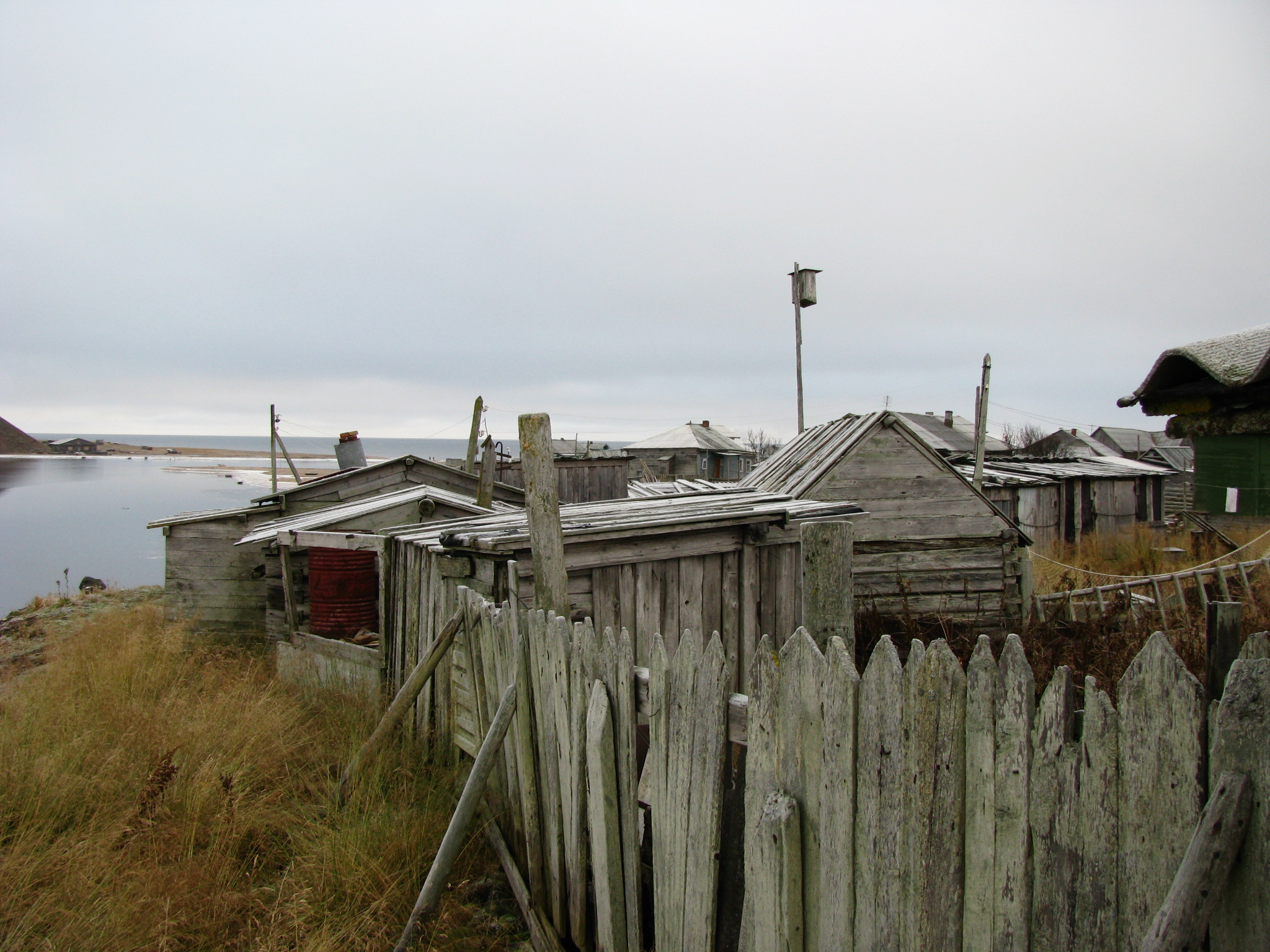
Устье реки

- Храм в честь Введения во храм Пресвятой Богородицы, построенный в 1873 году.
- В 10 км от села находится геоморфологический памятник природы федерального уровня — самый большой по протяженности и по высоте падения воды в Мурманской области водопад на реке Чапома.[7]
- Верхнее и среднее течение реки интересно также выходом на поверхность в этих местах древних горных пород, архейских конгломератов. Их возраст около 2,75 миллиарда лет.